# Бетмен и Робин (филм)
Бетмен и Робин (енгл. Batman & Robin) је филм из 1997. режисера Џоела Шумахера. У главним улогама су: Џорџ Клуни, Крис О’Донел, Алиша Силверстон, Арнолд Шварценегер и Ума Терман. Филм је заснован на стрипу Боба Кејна и Била Фингера.

## Радња
Зли мистер Фриз жели да уништи становништво Готама, тако што ће заледити цео град. У томе му помаже Отровна Ајви, ботаничарка која више цени биљке него људе. Она успева да посвађа Бетмена и Робина, али се појављује и Бетдевојка која успева да их помири. Њих троје спасавају град.

## Улоге
| Глумац             | Улога                            |
| ------------------ | -------------------------------- |
| Арнолд Шварценегер | Господин Ледени / Др Виктор Фриз |
| Џорџ Клуни         | Бетмен / Брус Вејн               |
| Крис О’Донел       | Робин / Дик Грејсон              |
| Ума Терман         | Отрован Ајви / др Памела Ајзли   |
| Алиша Силверстон   | Бетдевојка / Барбара Вилсон      |
| Мајкл Гоф          | Алфред Пениворт                  |
| Пат Хингл          | комесар Џејмс Гордон             |
| Џон Главер         | Др Џејсон Вудру                  |
| Ел Макферсон       | Џули Медисон                     |
| Вивика А. Фокс     | госпођица Б. Хејвен              |
| Вендела К. Томесен | Нора Фрајз                       |
| Елизабет Сандерс   | Госип Герти                      |
| Џим Свенсон        | Бејн                             |
| Џон Финк           | чувар у музеју                   |
| Мајкл Рид Маки     | Антонио Дијего                   |
| Џеси Вентура       | стражар у Аркаму                 |